# أرثر أش
أرثر روبرت أش الابن (بالإنجليزية: Arthur Robert Ashe, Jr.)

رونالد ريغان يستقبل أرثر أش (يسار)

(ولد في 10 يوليو 1943 - توفي في 6 فبراير 1993) هو لاعب كرة مضرب محترف والمصنف سابقا رقم واحد عالميا ، ولد في ريتشموند، فيرجينيا. خلال مسيرته فاز بثلاثة القاب في البطولات الكبرى لكرة المضرب مما وضعه بين الأفضل من الولايات المتحدة. كأمريكي أفريقي كان أول لاعب أسمر يتم اختياره ضمن فريق الولايات المتحدة المشارك في كأس ديفيز وهو الرجل الأسود الوحيد على الإطلاق الذي يفوز بألقاب فردية في بطولة ويمبلدون ، وبطولة أمريكا المفتوحة لكرة المضرب، وبطولة أستراليا المفتوحة لكرة المضرب. ويذكر له جهوده في القضايا الاجتماعية. توفي في 6 فبراير 1993 بسبب الأيدز الذي أصابه بعد نقل دم ملوث إليه أثناء عملية جراحية في القلب. بعد وفاته منح وسام وسام الحرية الرئاسي في 20 يونيو 1993 من قبل الرئيس الأمريكي في ذلك الوقت بيل كلينتون.

## روابط خارجية
- أرثر أش على موقع الموسوعة البريطانية (الإنجليزية)
- أرثر أش على موقع إن إن دي بي (الإنجليزية)
- أرثر أش على موقع رابطة محترفي التنس (الإنجليزية)
- أرثر أش على موقع الاتحاد الدولي لكرة المضرب (الإنجليزية)
- أرثر أش على موقع كأس ديفيز (الإنجليزية)
- أرثر أش على موقع قاعة مشاهير كرة المضرب الدولية (الإنجليزية)
- أرثر أش على موقع خلاصة التنس.كوم (الإنجليزية)
- أرثر أش على موقع أوليمبيديا (الإنجليزية)